# Giovanni Francesco Giuliani
Giovanni Francesco Giuliani (* um 1760 in Livorno; † nach 1818 in Florenz) war ein italienischer Komponist, Geiger und Orchesterleiter.

## Leben
Giuliani lernte in Florenz Violine bei Pietro Nardini und Kontrapunkt bei Bartolomeo Felici. Von 1783 bis 1798 war er Konzertmeister am Teatro degli Intrepidi (Teatro Pallacorda)  sowie in anderen Florentiner Theatern. Daneben unterrichtete er Musik und Deklamation an der Accademia di Scienze e Lettere. Einer seiner Schüler war der Komponist Ferdinando Giorgetti (1796–1867). Giuliani scheint seinen Wirkungsort Florenz kaum verlassen zu haben. Nach 1818 sind keine Lebenszeichen von ihm mehr nachweisbar; lediglich François-Joseph Fétis behauptet ohne Angabe nachvollziehbarer Quellen, er habe noch 1819 in Florenz gelebt.
Als leidenschaftlicher Geigenlehrer hielt Giuliani die Tradition seines Lehrers Pietro Nardini hoch. Als Komponist gehörte er zu den wenigen italienischen Kleinmeistern seiner Zeit, die in ihrer Heimat als Instrumentalkomponisten Erfolg hatten und nicht gezwungen waren auszuwandern, um ihre Karriere zu verfolgen. Er komponierte mehrere Intermezzi zu Karnevalsveranstaltungen sowie diverse Ballettmusiken. Seine kammermusikalischen Werke zeigen gemischte Einflüsse, folgen in ihren Formen italienischen und französischen Mustern, stehen manchmal in Tonfall und Themenbildungen der Wiener Klassik nahe.

## Werke

### Vokalmusik
- Sei duetti notturni für 2 S und Hf./Cemb./Chitarra francese, 1796

### Bühnenwerke
Intermezzi
- Chi ha più giudizio più ne adoperi, o sia Il finto ciarlatano (Cosimo Mazzini), Intermezzo 1 Akt (UA: 26. Dez. 1793 Florenz, Teatro degli Intrepidi)
- Il medico burlato (Domenico Somigli), dramma giocoso [Intermezzo] 1 Akt (26. Dez. 1797 ebd.)

Ballette
- La generosità anche tra barbari, o sia Alcantorre ré di Marocco (Giuseppe Trafieri) (Okt. 1780 Alessandria)
- Gli amanti protetti da rafisa fata benefica (Giuseppe Trafieri), in: D.Cimarosa, L’Eroe cinese (13. Aug. 1782 Neapel, Teatro S. Carlo)
- Il fido amante (Giuseppe Trafieri), ballo pastorale, in: G. Sarti, Medonte (30. Mai 1783 Neapel, Teatro S. Carlo)
- Primo ballo (Domenico Ricciardi), in: G. Albertini, Virginia (7. Jan. 1786 Rom, Teatro delle Dame)
- Castore e Polluce (Domenico Ricciardi), ballo eroitragico 5 Akte (Karneval 1786 Rom, Teatro delle Dame)
- Ruggiero nell’isola d’Alcina und Li cacciatori tirolesi (Trafieri), in: D. Cimarosa, Le trame deluse (1787 Genua)
- Il generoso perdono (Giuseppe Bossi), ballo eroico pantomimo, in: P. Anfossi, La maga Circe (Karneval 1792 Siena, Teatro dell’Accademia degli Intronati)

### Instrumentalmusik
Sinfonien und Konzerte
- Sinfonie D-Dur
- Sinfonie Es-Dur
- Sinfonia (…) scritta per i Sigg. Benuzzi Padre e Figlio (dat. 1818)
- Sinfonie
- Sinfonie F-Dur (zweifelhaft)

Konzerte
- Tre concerti per cimbalo a piena orchestra (…) (1784)
- Concerto per cimbalo für 2 Ob., 2 Hr. und Str. op. 12, (1797)
- Concerto for the Violin in All Its Parts D-Dur für 2 Hr. und Str.
- Concerto for the Violin in All Its Parts B-Dur für 2 Ob., 2 Hr. und Str.
- Concerto à violon principal F-Dur für 2 Ob., 2 Hr. und Str.
- 2 Konzerte für Vc. und Orch.

Kammermusik
Flötenquintette

Tre Quintetti op. 3

- Tre quintetti G, C, Es für Fl., 2 Ob./V., Va. und Vc. (1785)
- Primo quintetto für Fl., 2 V., Va. und Vc. op. 13 (1797)

Streichquartette
- Sei quartetti C, A, D, F, B, Es, Flz. 1783, Poggiali, als Six Quartettos op. 2 (1786)
- Quatuor périodique Nr. 1 C-Dur (1784)
- Sei quartetti F, B, D, Es, G, E op. 7 (1787)
- Tre quartetti D, B, G op. 10 (1797)

Mandolinenquartette
- je 6 für 2 Mandolinen, Va. und Lt.; 2 Mandolinen, Fl. und Vc.; 2 Mandolinen, Fl. und Va.
- 6 Quartette A, C, G, F, D, Es für Mandolinen, V., Vc/Va. und Laute

Trios, Duos und Sonaten
- Trois duos A, Es, G für 2 V. op. 1 (1781?)
- Six Duetts A, D, G, C, F, B für V. und Vc. op. 3 (1786)
- Six Sonatas A, F, C, D, B, Es für Cemb., V. und Vc. op. 6 (um 1790)
- Sei duetti F, B, G, c, G, A für 2 V.
- Sei duetti, davon 3 für 2 V. und 3 für V. und Va. (alternativ Vc. statt 2. V. und Va.)
- unbekannte Anzahl Cembalosonaten, angezeigt 1793
- Six Duetts B, Es, A, D, C, F für V. und Vc. (1795?)
- 1 Sonate (für Hf./Cemb., Fl./V.) 1796
- Tre duetti für 2 V. (1796)
- 3 Duette für 2 V. (identisch mit den vorigen?)
- 3 Duette F, D, A für 2 V. (identisch mit dem vorigen?)
- Tre sonate F, A, G für V., Va. und Vc. op. 8 (1796)
- Tre sonate per cimbalo con violino obligato op. 9 (1796)
- 2 Sonaten für Hf./Cemb. und V. op. 11 1797
- Six Sonatas for the Piano-Forte op. 6 (1798)
- 3 Duette C, A, C für V. und Git., hs.
- Six Duos Concertants G, D, C, F, E, B für 2 V.
- 6 Sonaten für Cemb. und Vc.
- Trios für V., Va. und Vc.
- unvollständige Sammelhs. mit einem Duett Es-Dur für 2 Hf.; 7 Sonaten C, F, B, Es, F, Es, F für Hf. und V.; 11 Notturni Es, B, B, Es, Es, g, Es, B, F, F, B für Klar. und Hf.
- 3 Duette unbekannter Besetzung, 6 Lessons [Fortepiano?], Lesson op. 6